# Solomon Rosowski
Shlomo (Solomon Borisovich) Rosovsky (hebreu: שלמה רוזובסקי, (Riga (Letònia), 11 de maig, 1878 - Nova York (Estats Units), 31 de juliol, 1962) va ser un compositor, professor i musicòleg jueu.

## Biografia
Va néixer a la família del cantor de la Gran Sinagoga Coral de Riga, autor de música religiosa Baruch-Leib Rozovsky i Hasya Rozovsky.
El 1902 es va graduar a la Facultat de Dret de la Universitat de Kíev, i el 1909 al Conservatori de Sant Petersburg en composició. Va estudiar amb A.K Lyadov i J. Vitols, i va estudiar teoria musical sota la direcció de N.A. Rimsky-Korsakov i Glazunov[1]. Més tard va estudiar direcció amb Arthur Nikisch al Conservatori de Leipzig.[2]
El 1908, amb el permís del governador de Sant Petersburg, va organitzar, juntament amb L. S. Saminsky i M. F. Gnessin, la Societat de Música Popular Jueva. Del 1908 al 1917 va compondre el poema simfònic "Hasidim", un trio de piano, quintets per a instruments de vent "Endless Melody" i "Moshe the Shoemaker", peces per a piano "Badkhan" i "Poem" basades en cançons i danses populars jueves, sostingudes en l'esperit nacional.
L'abril de 1918 va començar a col·laborar amb el Jewish Chamber Theatre-Studio, que es va crear a Petrograd a la vora del riu Fontanka, es va convertir en el seu director musical i va escriure música per a les representacions "God of Vengeance" basades en l'obra de Sh Asch, "Uriel Acosta" basada en K. Gutskov i altres produccions.
El 1920, després que l'estudi de teatre es traslladés a Moscou i es fusionés amb l'estudi de teatre jueu de Moscou al teatre GOSET, va tornar a Riga, on va participar en la creació del Conservatori jueu i es va convertir en el seu director. Es dedica a l'ensenyament; el seu alumne va ser el famós compositor letó Krasnoperov.
El 1925 va marxar a Jerusalem. A la Palestina Obligatòria, va ensenyar al Conservatori Shulamit i va estudiar folklore musical local i música litúrgica, va publicar una col·lecció de cançons, Mi-zimrat ha-aretz (De les cançons de la terra), i es va convertir en un dels fundadors de l'Institut Palestí de Musicologia. Escriu música per a produccions als teatres Habima i Ohel de la Jerusalem Theatre Society, així com Funeral Ode per a orquestra simfònica, Rapsodia per a violoncel i piano, obres de cambra i romanços.
Des de finals de la dècada de 1920 es va implicar profundament en l'estudi de la música de la sinagoga i la cantil·lació jueva. Va publicar una col·lecció de melodies de pregària del repertori del seu pare. Signes "masorètics" desxifrats tal com els interpreten les comunitats Ashkenazi (principalment lituanes).
El 1947 va emigrar als Estats Units i va ensenyar a la "New School" i al "Jewish Theological Seminary". El 1957 va publicar la seva obra fonamental The Cantillation of the Bible. Els cinc llibres de Moisès (Cantil·lació bíblica: Els cinc llibres de Moisès).
Va morir el 31 de juliol de 1962 a Nova York.